# Lu Zhi (peintre)
Lu Zhi (Lu Chih, 陆治), vers 1496 - 1576) est un peintre chinois, calligraphe, poète vivant à l'époque de la dynastie des Ming (1368 - 1644).
Lu Zhi est né à Suzhou dans la province du Jiangsu. Disciple de Wen Zhengming, il a bénéficié d'une bonne éducation confucéenne. Il n'occupe pas de charge publique, mais mêne une vie pauvre et retirée dans les montagnes. Il s'est spécialisé dans les paysages et les peintures d'oiseaux et de fleurs.